# Alun Davies
Thomas Alun Rhys Davies (Tredegar, 12 febbraio 1964) è un politico gallese.

## Biografia
Davies è nato a Tredegar e ha frequentato la Tredegar Comprehensive School presso l'Università di Aberystwyth, è stato coinvolto nella politica studentesca ed è stato eletto presidente dell'Unione nazionale degli studenti del Regno Unito. Alan ha lavorato per la prima volta come attivista ambientale al WWF, e successivamente come attivista per la povertà per Oxfam durante i suoi viaggi in Ruanda e nell'ex Jugoslavia.

### Carriera professionale
Davies ha lavorato come consulente negli affari pubblici e aziendali presso Hyder, che ha combinato le utility di base del Galles. Si è specializzato nel loro programma di investimenti. Successivamente, Alan Davies è diventato direttore degli affari pubblici presso l'Autorità britannica per l'energia atomica e in seguito è diventato direttore degli affari societari presso Welsh S4C.

### Carriera politica
Il 13 maggio 2011, Alan è diventato vice ministro dell'agricoltura, dell'alimentazione, della pesca e dei programmi europei nel governo gallese.
Il 14 marzo 2013 è stato nominato Ministro delle risorse naturali e dell'alimentazione nel governo gallese e l'8 luglio 2014 è stato licenziato da questa posizione.
Nel maggio 2016, è stato rieletto membro del Parlamento gallese per Blaenau Gwent ed è stato riconfermato Ministro della pubblica istruzione nel governo gallese.